# Зоф'я Білор

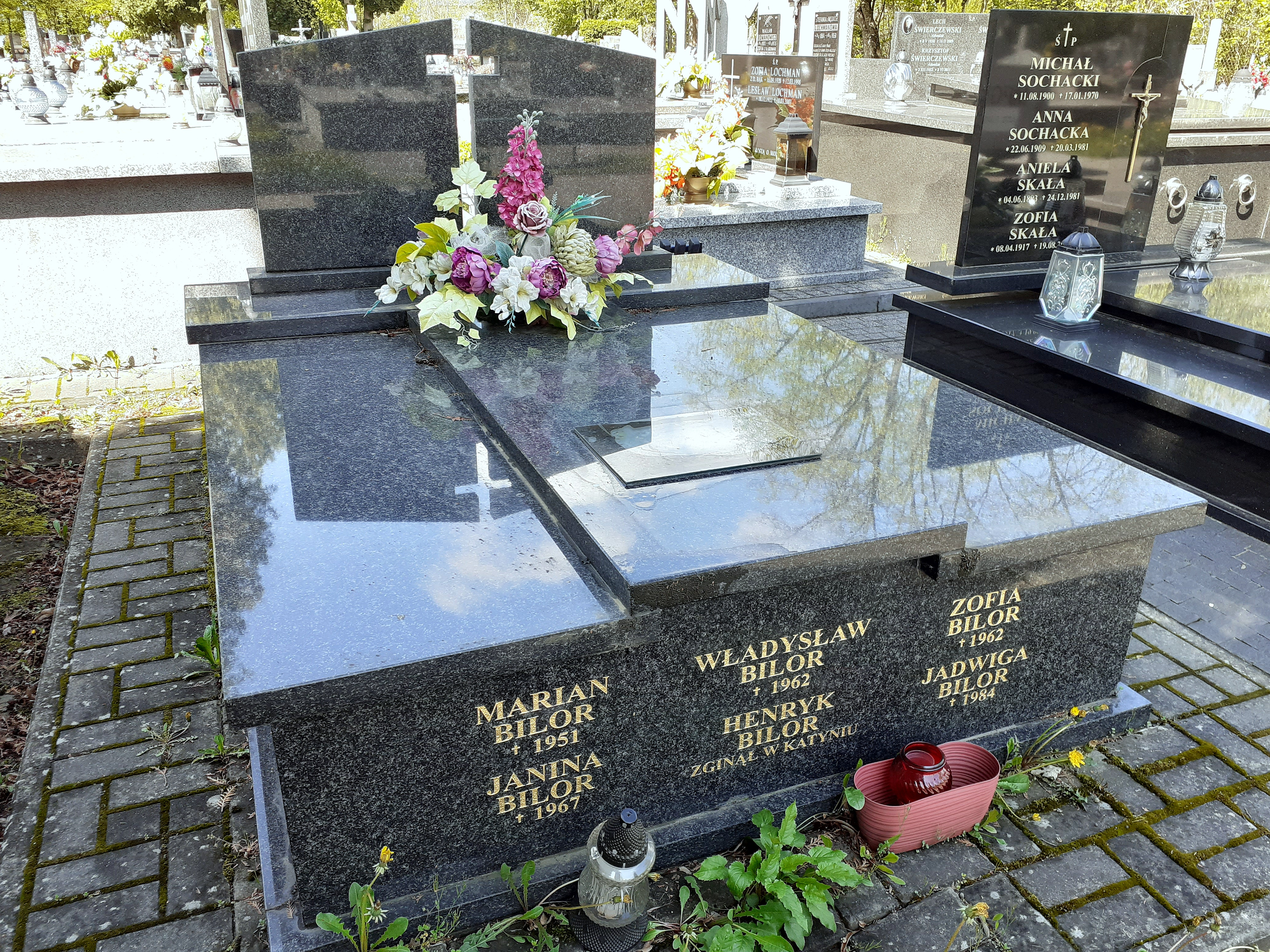
Гробівець родини Білорів.

Зо́ф'я Вільгельмі́на Бі́лор (пол. Zofia Wilhelmina Bilor; 16 червня 1895, Львів — 23 червня 1962, Ряшів) — польська фігуристка. Спеціалізувалась у парному фігурному ковзанярстві.

## Біографічні дані
Зоф'я Білор народилася в сім'ї Томаша і Зоф'ї (до шлюбу Чая). Мала двох старших братів — Мар'яна та Генрика, футболістів клубу «Чарні» (Львів). Перед Другою світовою війною працювала контролером на пошті у Львові.
Зоф'ю Білор вважають найкращою польською фігуристкою міжвоєнного періоду. Вона представляла Львівське ковзанярське товариство. Виступала в парі з Тадеушем Ковальським. Разом з ним у лютому 1923 року посіла друге місце на першості Польщі, а в лютому 1932 року перемогла на міжнародних змаганнях у Закопаному. Ця пара завоювала дві золоті медалі на Слов'янських зимових іграх 1933 і 1934 років (відповідно, у Варшаві й Остраві), бронзову медаль на першості Європи 1934 року, дев'ять разів (1927—1935) ставала чемпіонкою Польщі.
Зоф'я Білор померла в Ряшеві. Похована на міському кладовищі Побітно (сектор XXVIII-13-16).

## Досягнення
З Тадеушем Ковальським
| Змагання          | 1927       | 1928       | 1929       | 1930       | 1931       | 1932       | 1933       | 1934       | 1935       |            |            |            |            |            |            |            |            |
| Міжнародні        | Міжнародні | Міжнародні | Міжнародні | Міжнародні | Міжнародні | Міжнародні | Міжнародні | Міжнародні | Міжнародні | Міжнародні | Міжнародні | Міжнародні | Міжнародні | Міжнародні | Міжнародні | Міжнародні | Міжнародні |
| ----------------- | ---------- | ---------- | ---------- | ---------- | ---------- | ---------- | ---------- | ---------- | ---------- | ---------- | ---------- | ---------- | ---------- | ---------- | ---------- | ---------- | ---------- |
| Чемпіонати світу  |            |            |            |            |            |            |            | 4          | 5          |            |            |            |            |            |            |            |            |
| Чемпіонати Європи |            |            |            |            |            |            |            | 3          |            |            |            |            |            |            |            |            |            |
| Національні       |            |            |            |            |            |            |            |            |            |            |            |            |            |            |            |            |            |
| Чемпіонати Польщі | 1          | 1          | 1          | 1          | 1          | 1          | 1          | 1          | 1          |            |            |            |            |            |            |            |            |

## Нагороди
- Срібний Хрест Заслуги (19.03.1931)[6]